# José Gonçalves de Minas
José Gonçalves de Minas est une municipalité brésilienne de l'État du Minas Gerais et la microrégion de Capelinha.